# Maoridotea naylori
Maoridotea naylori är en kräftdjursart som beskrevs av Jones och Fenwick 1978. Maoridotea naylori ingår i släktet Maoridotea och familjen Chaetiliidae.
Artens utbredningsområde är havet kring Nya Zeeland. Inga underarter finns listade i Catalogue of Life.